# ليونيل ألفيس
ليونيل ألفيس (28 سبتمبر 1993 في أندورا - ) هو لاعب كرة قدم أندوري في مركز الوسط. شارك مع منتخب أندورا تحت 21 سنة لكرة القدم ومنتخب أندورا لكرة القدم. أما مع النوادي، فقد لعب مع اتحاد سانتا كولوما الرياضي ونادي أندورا لكرة القدم.

## وصلات خارجية
- ليونيل ألفيس على موقع الاتحاد الأوربي (الإنجليزية)
- ليونيل ألفيس على موقع قاعدة بيانات كرة القدم.إي يو (الإنجليزية)
- ليونيل ألفيس على موقع ناشيونال فوتبول تيمز (الإنجليزية)
- ليونيل ألفيس على موقع Soccerway.com (الإنجليزية)
- ليونيل ألفيس على موقع عالم كرة القدم.نت (الإنجليزية)